# The President of the LSD Golf Club
The President of the LSD Golf Club – szósty album studyjny belgijskiego zespołu Hooverphonic wydany w 2007 roku.

## Lista utworów
1. "Stranger" — 4:37
2. "50 Watt" — 4:47
3. "Expedition Impossible" — 4:07
4. "Circles" — 4:17
5. "Gentle Storm" — 3:01
6. "The Eclipse Song" — 3:01
7. "Billie" — 3:37
8. "Black Marble Tiles" — 5:33
9. "Strictly Out of Phase" — 3:21
10. "Bohemian Laughter" — 5:02
11. "The Perfect Dose" (jedynie Specjalna Edycja) — 2:59